# Nicolás Salinas
Nicolás Salinas Sefair (* 6. September 1998) ist ein kolumbianischer Leichtathlet, der vor allem im 400-Meter-Lauf an den Start geht.

## Sportliche Laufbahn
Erste internationale Erfahrungen sammelte Nicolás Salinas im Jahr 2017, als er bei den U20-Südamerikameisterschaften in Leonora in 48,46 s den fünften Platz im 400-Meter-Lauf belegte und mit der kolumbianischen 4-mal-400-Meter-Staffel in 3:20,85 min die Goldmedaille gewann. Im Jahr darauf schied er bei den U23-Südamerikameisterschaften in Cuenca mit 21,86 s in der Vorrunde im 200-Meter-Lauf aus und siegte mit der Staffel in 3:09,77 min. 2021 scheiterte er dann bei den Südamerikameisterschaften in Guayaquil mit 22,20 s ebenfalls in der Vorrunde über 200 Meter. In der erstmals ausgetragenen Mixed-Staffel siegte er in 3:21,38 min gemeinsam mit Raúl Mena, Angie Palacios und Jennifer Padilla und in der 4-mal-400-Meter-Staffel gewann er in 3:08,15 min gemeinsam mit Raúl Mena, Kevin Mina und Fanor Escobar die Silbermedaille hinter dem brasilianischen Team. Im Jahr darauf belegte er bei den Südamerikaspielen in Asunción in 48,04 s den vierten Platz über 400 Meter und gewann im Staffelbewerb in 3:09,40 min gemeinsam mit Kevin Mina, Neiker Abello und Raúl Mena die Bronzemedaille hinter den Teams aus Venezuela und Brasilien. Auch in der Mixed-Staffel sicherte er sich in 3:22,87 min gemeinsam mit Rosangélica Escobar, Raúl Mena und Lina Licona die Bronzemedaille hinter Brasilien und Ecuador.
Bei den World Athletics Relays 2024 in Nassau wurde er in 3:21,29 min Siebter im C-Lauf der 2. Qualifikationsrunde in der Mixed-Staffel für die Olympischen Spiele. Kurz darauf schied er bei den Ibero-Amerikanischen Meisterschaften in Cuiabá mit 48,27 s im Vorlauf über 400 Meter aus. Im Jahr darauf belegte er bei den Hallensüdamerikameisterschaften in Cochabamba in 48,15 s den fünften Platz.
2022 wurde Salinas kolumbianischer Meister in der 4-mal-400-Meter-Staffel und 2023 in der Mixed-Staffel.

## Persönliche Bestleistungen
- 200 Meter: 21,86 s (0,0 m/s), 30. September 2018 in Cuenca
- 400 Meter: 46,64 s, 17. April 2021 in Ibagué
  - 400 Meter (Halle): 48,15 s, 23. Februar 2025 in Cochabamba